# Vincent Gomgadja
Vincent Paul Gomgadja (geb. 19. Juli 1960) ist ein ehemaliger zentralafrikanischer Radrennfahrer.
Er nahm an den Olympischen Sommerspielen 1992 in Barcelona teil. Im Straßenrennen gab er vorzeitig auf. Im Mannschaftszeitfahren über 102,8 km fuhr er mit den Teamkollegen  Rufin Molomadan, Obed Ngaite und Christ Yarafa mit der Zeit von 2:45:43 h auf Rang 29.